# Beauceron

## Geschiedenis
De Beauceron is een hondenras uit Frankrijk. Het werd gebruikt om de kudden tegen de wolven te beschermen. In 1888 werd de naam Berger de Beauce voor het eerst gebruikt door een dierenarts in het Franse leger. In de Eerste Wereldoorlog bleken de beaucerons geschikt te zijn als ijlbode en speurhond. In Frankrijk worden zij nog altijd gebruikt als herders- en politiehond.

## Raskenmerken

### Lichaamsbouw
De beauceron is een forse hond: 65 tot 70 centimeter groot en 40 tot 50 kilogram zwaar. De bekendste kleur is noir et feu, ook wel de "Bas rouge" genoemd in het Frans, maar ook "Harlequin", wat betekent grijs, zwart en vuurbruin zijn toegelaten volgens de rasstandaard.
Typisch is het verplicht hebben van dubbele hubertusklauwen aan de achterpoten, wat bij andere rassen juist verboden is. Mogelijk zagen de herders deze afwijking bij de honden die de door hen gewenste karaktereigenschappen hadden. In de rasstandaard staat dat agressief, angstig of wantrouwend zijn een reden tot afkeuring is.

### Karakter
Door selectie en een opvoeding die hem discipline leert is de beauceron een gezelschapshond die intelligent en gehoorzaam is en een evenwichtig karakter bezit.

## Gebruiksdoel
De beauceron wordt als hoede-, waak- en beschermhond ingezet. Hij kan ook als familiehond worden gebruikt, maar je moet zijn geschiedenis en achtergrond altijd in het achterhoofd houden. De beauceron is ook een werkhond, hij staat op de lijst van werkhonden rassen in Nederland. Vele sporten worden ermee beoefend zoals behendigheid, speuren, IPO en gedrag & gehoorzaamheid (G&G). Steeds meer fokkers fokken met werklijnen.
Australian stumpy tail cattle dog ·
Australische herder ·
Australische veedrijvershond ·
Bearded collie ·
Beauceron ·
Belgische herder ·
Bergamasco ·
Berghond van de Maremmen en Abruzzen ·
Bobtail ·
Boheemse herder ·
Bordercollie ·
Bouvier des Ardennes ·
Bouvier (des Flandres) ·
Briard ·
Ca de bestiar ·
Cão da Serra de Aires ·
Cão de fila de São Miguel ·
Catalaanse herder ·
Ciobanesc romanesc carpatin ·
Ciobanesc romanesc mioritic ·
Duitse herder ·
Hollandse herder ·
Karpatische herdershond ·
Kelpie ·
Komondor ·
Kroatische herder ·
Kuvasz ·
Lancashire heeler ·
Miniature American Shepherd ·
Mudi ·
Picardische herdershond ·
Polski owczarek nizinny ·
Puli ·
Pumi ·
Pyrenese herdershond ·
Saarlooswolfhond ·
Schapendoes ·
Schipperke ·
Schotse herdershond ·
Sheltie ·
Slovenský čuvač ·
Tatrahond ·
Tsjecho-Slowaakse wolfhond ·
Welsh corgi Cardigan ·
Welsh corgi Pembroke ·
Zuid-Russische owcharka ·
Zwitserse witte herder